# Dormakaba
Dormakaba Holding AG er en schweizisk global producent af sikkerhedsteknologi, der er baseret i Rümlang, Kanton Zürich. De har over 15.000 ansatte i 50 lande. De fremstiller nøgler, låse nøgleskæremaskiner, sikkerhedslåse og identifikation. Dormakaba har følgende mærker: Keyscan, Best, Dorma, Dorma Hüppe, dormakaba, Ilco, Kaba, Kilargo, Legic, Modernfold, Phi Precision, Probuck, RCI, La Gard, Silca og Skyfold.
I 2015 fusionerede Dorma og Kaba. I 1862 etablerede Franz Bauer Kaba i Zurich.